# Pedro de Azevedo Gordilho
Pedro de Azevedo Gordilho  (19 de junho de 1885 - 1º de abril de 1955), popularmente conhecido como Pedrito Gordilho, foi um delegado e chefe de polícia da cidade de Salvador, famoso por sua truculência e pela perseguição ao candomblé e aos capoeiristas, na década de 1920. Terminou virando mito do folclore da Bahia.
No romance Tenda dos milagres de Jorge Amado, Pedrito Gordilho é retratado como o o delegado Pedrito Gordo. Segundo Jorge Amado, Pedrito seria alto, gordo, branco, "vacilando entre o loiro e o sarará". Bacharel em Direito, possivelmente o seu ódio contra as manifestações da cultura afro-brasileira tenham tido origem na sua formação acadêmica, já que, no início do século XX, a Faculdade de Direito e a Faculdade de Medicina da Bahia foram importantes centros de difusão das teorias raciais que associavam os negros à tendência à criminalidade. Ângela Lunhing, em seu trabalho sobre a repressão ao candomblé no período de 1920 a 1942, mostra que Pedrito foi um dos mais violentos e temidos delegados de polícia e um símbolo da perseguição ao povo de santo. A autora pesquisou os jornais que circulavam em Salvador nas décadas de 1920 e 1930, reunindo matérias sobre batidas em terreiros de candomblé, sendo que Pedro Gordilho aparece em muitas dessas notícias.